# Gmina Nørager
Gmina Nørager (duń. Nørager Kommune) – w latach 1970–2006 (włącznie) jedna z gmin w Danii w ówczesnym okręgu północnej Jutlandii (Nordjyllands Amt). 
Siedzibą władz gminy była miejscowość Nørager. 
Gmina Nørager została utworzona 1 kwietnia 1970 na mocy reformy podziału administracyjnego Danii. Po kolejnej reformie w 2007 r. weszła w skład gmin Mariagerfjord i Rebild.

## Dane liczbowe
- Liczba ludności: (♀ 2880 + ♂ 2685) = 5565
  - wiek 0-6: 9,8%
  - wiek 7-16: 15,2%
  - wiek 17-66: 60,5%
  - wiek 67+: 14,5%
- zagęszczenie ludności: 33,3 osób/km²
- bezrobocie: 4,3% osób w wieku 17-66 lat
- cudzoziemcy z UE, Skandynawii i USA: 146 na 10 000 osób
- cudzoziemcy z krajów Trzeciego Świata: 167 na 10 000 osób
- liczba szkół podstawowych: 3 (liczba klas: 43)